# علم جزر القمر
علم جزر القمر هو العلم الرسمي لجمهورية جزر القمر، و العلم الحالي تم تبنيه سنة 2002. الأعلام السابقة كانت تتألف من الهلال الإسلامي بشكل رئيسي على حقل أخضر. التصميم الجديد يذكر بالهلال الإسلامي مع الأخذ بعين الاعتبار وضع الهلال على حقل أخضر. بالإضافة إلى ذلك، فقد تم إدراج أربعة مستطيلات جديدة لتمثيل الأربعة جزر التي تكون جمهورية جزر القمر، والألوان هي :
- الأصفر لجزيرة موهيلي.
- الأبيض لجزيرة الموت.
- الأحمر لجزيرة أنجوان.
- الأزرق لجزيرة القمر الكبرى.

بالنسبة للنجوم الأربع، فهي تمثل أيضاً الأربعة جزر الرئيسية في البلد، بينما الهلال يمثل الإسلام، الدين الذي يتبعه أغلبية سكان جزر القمر. العلم له تشابه كبير مع علم جبل الدروز.

## التاريخ
صمم أول علم لجزر القمر في عام 1963 من قبل سوزان غوتييه، قبل أن تحصل جزر القمر على استقلالها. كان يتكون من حقل أخضر به هلال أبيض في الزاوية العلوية، وأربعة نجوم في شكل قطري. استمر استخدام هذا التصميم بعد الاستقلال في عام 1975.
تغير العلم في عام 1975 في عهد علي صويلح. حيث حُرك الهلال وأعيد ترتيب النجوم. أصبح ثلثا العلم أحمر، لدلالة على الأيديولوجية الاشتراكية للنظام.
عندما عاد أحمد عبد الله إلى الرئاسة عام 1978، تغير العلم مرة أخرى. حيث عاد إلى اللون الأخضر، وتحرك الهلال إلى وسط العلم. وتشير المعلومات أن نسبة العلم كانت 1: 2 أو 2: 3 أو 3: 5. ومع اعتماد دستور جديد في عام 1992، تغير العلم مرة أخرى بحيث تم تدوير الهلال والنجوم بحيث يتجهان إلى الأعلى.
أدى اعتماد دستور آخر إلى تغيير العلم مرة أخرى في عام 1996، حيث تم تدوير الهلال وأضيف اسم محمد إلى الزاوية السفلي والله إلى الزاوية العلوية. غير ذلك العلم إلى العلم الحالي عن طريق استفتاء حدث في عام 2001.

## أعلام سابقة

علم المستعمرة الفرنسية (1887–1963)
علم دولة جزر القمر (1963-1978) من فترة ما قبل الاستقلال قبل يوليو 1975 حتى يناير 1976
علم جزر القمر في ظل حكم نظام علي صويلح (يناير 1976 - 30 سبتمبر 1978)
علم جزر القمر في (1978-1992)
علم جزر القمر في (1992-1996)
علم جزر القمر في (1996-2001)
علم جزر القمر في (7 يناير 2002- إلى الآن)

## أعلام الجزر

علم أنجوان
علم القمر الكبرى
علم موهيلي
العلم المحلي لجزيرة مايوت (تطالب بها جزر القمر، ولكنها تتبع الإدارة الفرنسية)
العلم الرسمي لمايوت